# مايكل دينيس
مايكل دينيس (بالإنجليزية: Michael Denis)‏ (و. 1729 – 1800 م) هو أمين متحف، وعالم حشرات، وشاعر، وأمين مكتبة، ومترجم، وعالم حيواني، وكاتب، وعالم بقشريات الأجنحة، توفي في فيينا، عن عمر يناهز 71 عاماً.